# Vídeo inverso
Vídeo inverso (ou vídeo invertido) é uma técnica de exibição de dados em monitores de vídeo onde as cores de fundo e texto são trocadas, desta forma. Em computadores antigos, particularmente aqueles que usavam monitores monocromáticos, isto era usado como um recurso para destacar letras, palavras ou frases específicas.

## Técnica
Geralmente, a técnica consiste na inversão dos valores de brilho dos pixels da região envolvida do display através de um XOR. Visto que os valores de brilho usualmente variam de 0 a 255, um valor de 255 torna-se 0 e vice-versa. Um valor 1 torna-se 254, etc. Isto é ocasionalmente denominado de complemento para um. Se a imagem original é de uma cor cinza neutra, o vídeo inverso pode tornar-se difícil de ler.
Embora o vídeo inverso possa ser usado para indicar texto selecionado pelo usuário, é mais comum em ambientes gráficos modernos, mudar a cor de fundo para azul em vez de preto, visto que o azul sobressai ainda mais num bloco monocromático de texto.
O vídeo invertido é geralmente usado em programas como ajuda visual para ressaltar uma seleção efetuada e para prevenir erros de descrição, quando a ação correta é efetuada com o objeto incorreto.

## Usos em acessibilidade
O vídeo invertido é também às vezes utilizado por razões de acessibilidade. Pessoas que sofrem de problemas visuais (como a toxocaríase ocular) podem achar mais confortável e menos agressivo para os olhos trabalhar com uma tela predominantemente preta, visto que os SOs modernos usam o branco no vídeo em grande quantidade. Pela mesma razão, o vídeo invertido é a melhor maneira de ler ou escrever texto num ambiente escuro, visto que a escuridão da tela pode fundir-se com a escuridão circundante.
No Mac OS X, a inversão integral de todo o vídeo está disponível em System Preferences/Universal Access/Display Black on White ou com o atalho de teclado ctrl + alt + cmd + 8.